# Prínia cara-roja
La prínia cara-roja o prínia de collar (Malcorus pectoralis) és una espècie d'ocell passeriforme que pertany a la família Cisticolidae. Es troba a Botswana, Namíbia i Sud-àfrica. És l'única espècie del gènere Malcorus.

## Taxonomia i Sistemàtica
Andrew Smith va descriure per primera vegada la prínia cara-roja l'any 1829. Pertany al gènere Malcorus, un gènere monotípic que es troba a les zones àrides de l'oest d'Àfrica meridional.
S'ha debatut tant la taxonomia de la prínia cara-roja que de vegades s'agrupa amb els Sylvietta, els ocells herbaris o les prínies. Darrerament s'ha agrupat dins de la família Cisticòlidae. Anteriorment s'havia col·locat en el gènere Prinia, però després es va recol·locar en el seu propi gènere a causa de diferències morfològiques, de comportament i genètiques. Els seus parents més propers són un grup d'altres tallarols monotípics, com ara la prínia caranegra (Bathmocercus rufus), la prínia de Socotra (Incana incana), l'ocell senil (Hypergerus atriceps), l'emínia (Eminia lepida), la prínia de Winifred (Scepomycter winifredae) i la camaròptera de pit canyella (Euryptila subcinnamomea).
Es reconeixen tres subespècies:
- M. p. pectoralis (Smith, 1829) - es troba a l'extrem sud de l'àrea de distribució de les espècies a Sud-àfrica.[9]
- M. p. ocularius (Smith, 1843) - distribuïda pel sud de Namíbia, sud de Botswana i les regions del nord de la regió sud-africana.[10]
- M. p. etoshae (Winterbottom, 1965) - es troba al nord de Namíbia.[11]

## Descripció
La prínia cara-roja és un petit ocell passeriforme que rep el nom per tenir el cap i la part posterior del coll de color marró amb vetes de vermell fosc i taques de color roig a les orelles, mentre que el ventre i el coll són de color blanc grisenc amb una banda al pit negra variable que és absent dels adults durant l'hivern. El mantell i el dors estan tacats de marró grisenc i marró negre. Els ulls es descriuen com de color avellana vermellosa amb les potes rosades i un bec negre que mesura entre 11 i 13 mm. La cua és llarga i prima i sovint es manté dreta sobre el cos. La cua està formada per un total de 10 plomes aparellades, amb les plomes externes fins a 5,6 cm més curtes que les plomes centrals de la cua. Els ocells són petits, mesuren uns 15 cm de llarg, els mascles pesen entre 10 i 12 g i les femelles entre 9 i 11 g.
Tot i que els sexes són semblants en aparença, la prínia cara-roja és una de les poques espècies de la família Cisticòlidae que mostren dimorfisme sexual, amb les femelles amb taques a les orelles més pàl·lides i una banda de pit més estreta que els mascles. Els joves són més pàl·lids, amb un ventre més blanc i una banda de pit més estreta o absent.
La subespècie M. p. ocularis és de color més pàl·lid, amb la cara més parda i les parts inferiors més blanques. La M. p. etoshae és encara més pàl·lida que M. p. ocularis amb les vores de les ales groguenques.

## Distribució i hàbitat
Té una distribució àmplia al sud d'Àfrica, on és endèmica. Tot i que actualment no es coneix la mida de la població mundial, l'ocell està catalogat com a "Risc mímin" (RM) a la Llista Vermella de la UICN a causa de la seva gran distribució. És originària de Botswana, Namíbia i Sud-àfrica. És un ocell que es troba en zones àrides i semiàrides amb matolls i pastures obertes intercalades amb vegetació arbustiva a planes i vessants. Està absent dels boscos d'Acàcia Karoo i del desert de Namib, però es troba al llarg de les vores del desert de Namib en arbustos i línies de drenatge. Afavoreix els hàbitats Karoo de matolls baixos.
És generalment un ocell resident, però de tant en tant es mou després d'esdeveniments de pluja. Les poblacions de les zones àrides no presenten grans fluctuacions durant els períodes de poca pluja o sequera, la qual cosa indica que, en general, opten per quedar-se en una zona en lloc de moure's durant condicions adverses.
L'hàbitat naturals són els matolls secs subtropicals o tropicals i pastures de terres baixes seques subtropicals o tropicals.

## Comportament i Ecologia

### Comportament social i crides
La prínia cara-roja tendeix a aparèixer en parelles en petits grups familiars, sobretot després de l'època de reproducció i rarament es troba sola. Té una crida tintinejant, descrita com a "tzee tzee tzee tzee" o "zeep zeep zeep zeep", que es repeteix amb variacions en la longitud i la intensitat de la frase per cridar comunicativament, territorialment i en alarma. També utilitzarà la crida d'alarma "pipi". Els ocells mascles criden sovint posant-se a la part superior dels arbustos baixos.
Els ocells són generalment tímids i s'amaguen en les profunditats dels arbustos.

### Alimentació i alimentació
És predominantment insectívora, s'alimenta d'insectes d'escut, llagostes, escarabats, tèrmits, formigues, arnes i aranyes. així com larves d'insectes i no treu que incorporin llavors i fruits a la dieta. En general, prefereixen els petits escarabats com a font principal d'aliment. Les anàlisis del contingut de l'estómac han trobat evidències d'alimentació de tèrmits, corcs, erugues, escarabats, llagostes, còccids, insectes, formigues, espècies d'aranees i acaris, així com la vegetació, els fruits i les llavors de certes espècies de solanacea, asparagàcies i amaranthaceae.L'alimentació es realitza principalment a terra i en arbustos baixos on recolliran insectes del fullatge.
Passa una gran part del temps a terra. Sovint vola entre clapes de vegetació arbustiva, baixa al terra i corre entre zones cobertes i com a resultat es pot confondre amb un rosegador.

### Reproducció

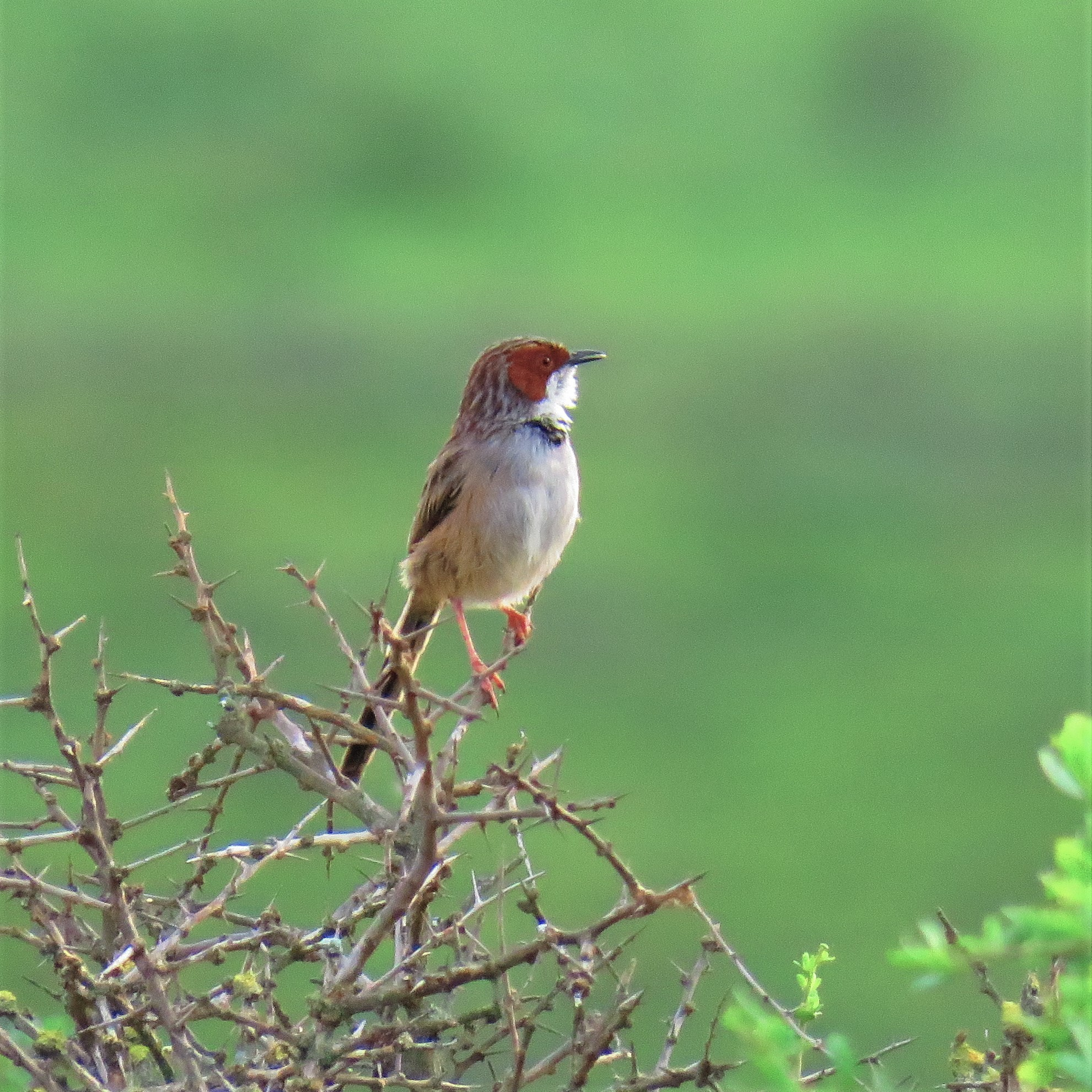
Prínia cara-roja posada a la part superior d'un arbusts.

La reproducció tendeix a produir-se a finals d'estiu (gener - març) a Sud-àfrica, però també al juliol i octubre a Botswana, i és generalment oportunista, després de períodes de pluja. Durant l'època de reproducció, els mascles són solitaris i territorials i es posaran a la part superior dels arbustos cridant per atreure les femelles. Quan una femella se sent atreta, es produirà una exhibició de festeig on els mascles mouen el cos i la cua i bategen les ales i les femelles mouen les ales en resposta.
El niu és una estructura ovalada desordenada construïda a partir de tiges d'herba, fulles i/o tires d'escorça, i folrada amb vegetació suau abans de la posta dels ous. Els ocells solen utilitzar teranyines per unir el niu abans de revestir-lo. Els nius tenen una entrada lateral superior.
Tendeix a triar els arbustos no espinosos per a la construcció de nius i els nius es construeixen a 0,2-1,2 m del terra, sovint orientats a l'est, sud-est i sud, cosa que s'associa amb evitar la llum solar directa durant les hores més caloroses del dia. Es creu que és monògama, però de vegades pot tenir ajuda d'altres individus durant l'època de reproducció.
Els ous de la prínia cara-roja són petits i de color blau pàl·lid. Normalment es posen 3-7 ous al niu, cadascun mesura 11 x 15 mm. Els rols dels sexes no es determinen durant el període d'incubació, que dura entre 12 i 13 dies. Si el poll en incubació és molestat mentre és al niu, caurà a terra.
Les cries neixen altricials amb marques negres dins d'una cavitat bucal groga. Les cries s'alimenten al niu i desenvolupen plomes durant aquest període. Les cries són alimentades pels dos progenitors, principalment amb llagostes i erugues. Després d'11 dies, la descendència està completament emplomada i llesta per deixar el niu.
Els ous i les cries pateixen una alta taxa de depredació, especialment per les serps i els grills cuirassats. La taxa diària de depredació pot arribar al 4,4% i certes observacions han indicat que la taxa de depredació de les cries és més alta que la taxa de depredació dels ous.